# Potasze
Potasze – wieś w Polsce położona w województwie wielkopolskim, w powiecie poznańskim, w gminie Czerwonak.
W latach 1975–1998 miejscowość położona była w województwie poznańskim.
Jak wiele miejscowości w Wielkim Księstwie Poznańskim, powstała ona w wyniku wprowadzenia w życie ustawy regulacyjnej, inaczej uwłaszczeniowej z 1823 roku, która nakazywała dużym posiadaczom ziemskim nadać chłopom ziemię na własność za odszkodowaniem.

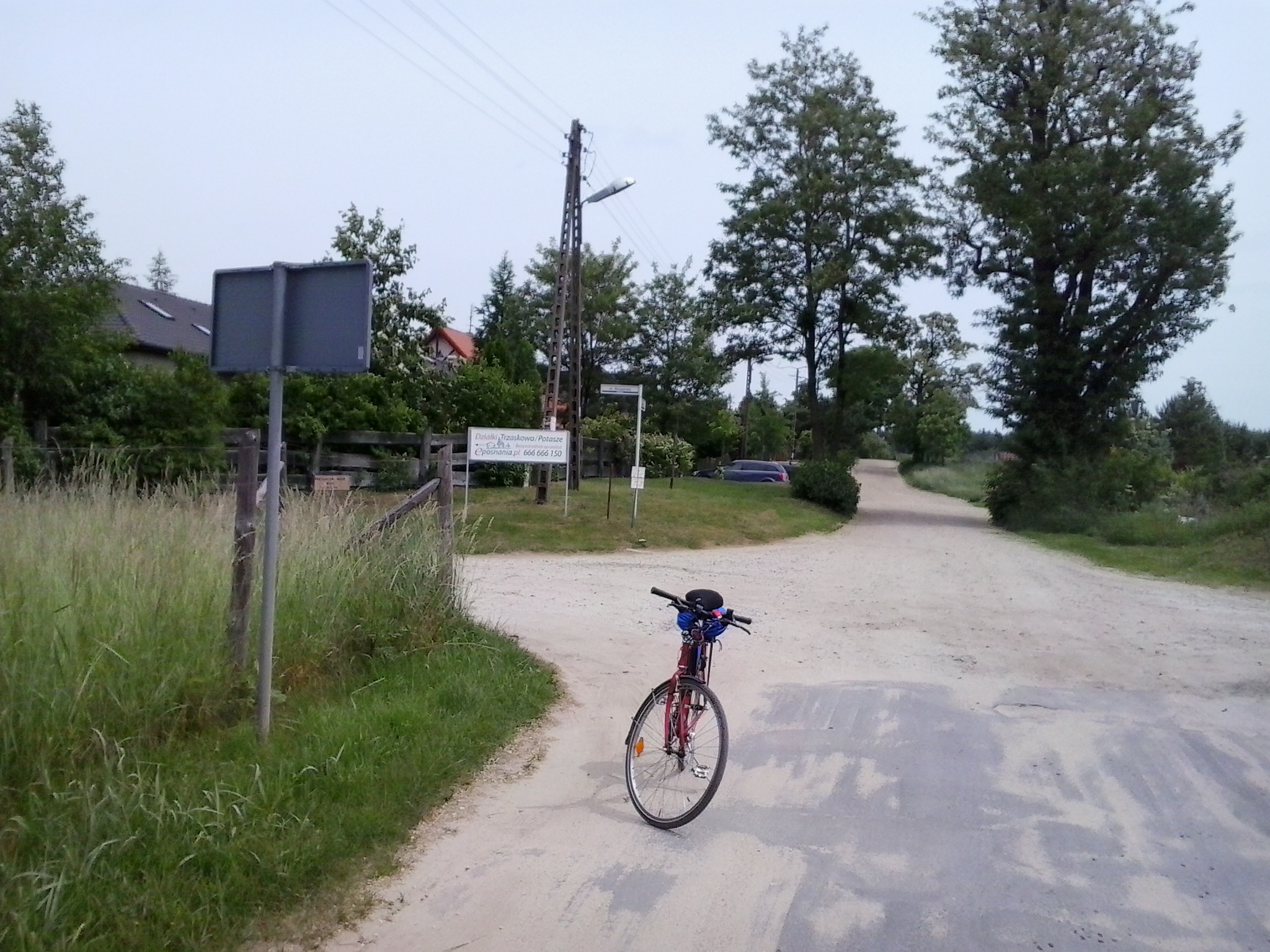
Wschodnia część wsi

Najczęściej postępowano w ten sposób, że na miejscu starej wsi pozostawiano folwark jako własność dziedzica, zaś gospodarstwa podlegające uwłaszczeniu przenoszono na nowe miejsce. Z takiej przebudowy powstawała osada chłopska w postaci nowoczesnej, regularnej kolonii liniowej. Taką właśnie wsią są Potasze, które powstały w roku 1835 na wschód od istniejącej już miejscowości Owińska.
Prowadzono tu intensywne badania nad populacją nietoperzy. W ciągu zimowych kontroli naukowcy z poznańskiego Uniwersytetu w piwnicy leśnictwa Potasze znaleźli dwa nietoperze mopki zachodnie oraz jednego nocka i jednego gacka.
W szkole w Koziegłowach gościła wystawa poświęcona historii Potasz, którą przygotowali pracownicy Gminnego Ośrodka Kultury „Sokół” z Olgą Matelską-Krauze na czele. W poprzednich miesiącach wystawa prezentowana była w Potaszach i Czerwonaku. Udało się ją zorganizować dzięki pomocy mieszkańców wsi, którzy wypożyczyli wiele rodzinnych dokumentów i pamiątkowych zdjęć. Część materiałów pochodziła z Archiwum Państwowego w Poznaniu. Oprócz różnorodnych historycznych dokumentów na wystawie można było oglądać przedmioty codziennego użytku, takie jak żelazka na duszę czy moździerze.
Po długich poszukiwaniach udało się dotrzeć do wydanego w 1995 roku krótkiego opracowania pt. Świat legend, baśni i podań ludowych, a także strachów i przesądów w Gminie Czerwonak. Jego autorem jest nieżyjący już historyk amator, zajmujący się dziejami gminy, Tadeusz Piszczek. Pisze on, że potaż to składnik niezbędny do wypieku pierników. Dzisiaj otrzymuje się go drogą chemiczną. W dawnych czasach siostry cysterki rezydujące na Dziewiczej Górze uzyskiwały go z popiołu po spalonych twardych drzewach, takich jak dąb, buk, akacja, grab. W swoich lasach siostry zatrudniały do pracy aż sześciu tzw. potaszników. Jak wspomina pocysterska kronika z 1730 roku gotowy potaż odwożono do Torunia i Gdańska. Od jego nazwy wzięła się nazwa wsi Potasze.